# Picunche
I Picunche (termine mapudungun che significa "popolo del nord"), chiamati anche Picones dagli spagnoli, erano un popolo cileno di lingua mapudungun che viveva a nord di Mapuche o Araucaniani (nome dato ai Mapuche che vivevano tra i fiumi Itata e Toltén) ed a sud del fiume Choapa e dei Diaghiti. Fino alla conquista del Cile, il fiume Itata era il limite naturale tra Mapuche, situati a sud, e Picunche, a nord. Durante il tentativo Inca di conquistare il Cile, i popoli Picunche più meridionali che resistettero all'assalto furono in seguito noti come Promaucaes. 
I Picunche che vivevano a nord dei Promaucaes erano chiamati dagli spagnoli Quillotanes (quelli che abitavano nella valle del fiume Aconcagua a nord di Choapa) e Mapochoes (quelli che abitavano nel bacino del fiume Maipo), e facevano parte dell'impero Inca quando giunsero i primi spagnoli. 
Tra i popoli che gli spagnoli chiamarono Promaucaes, il popolo della valle del fiume Rapel era quello per cui l'etnonimo veniva usato più spesso. Quelli del fiume Mataquito erano chiamati Cures. Quelli della valle del fiume Maule ed a sud erano distinti dai Maules, e quelli a sud dei Maules ed a nord dell'Itata erano noti come Cauqui dagli Inca e Cauquenes dagli spagnoli. Da loro prende il nome il fiume Cauquenes.
Non sono sopravvissuti fino ai giorni nostri, essendo stati sterminati durante il periodo coloniale.

## Agricoltura
I principali raccolti Picunche erano quelli di mais e patate, ed abitavano in case con tetti di paglia e mattoni adobe.